# Lucie Grolichová
Lucie Grolichová (* 26. ledna 1978 Praha) je česká moderní pětibojařka. Jejím největším úspěchem je vítězství na mistrovství světa v ženské štafetě v roce 2002, kde vytvořila vítězný tým společně s Alexandrou Kalinovskou a Olgou Voženílkovou, v roce 2009 zvítězila na Mistrovství světa i Evropy s Natálií Dianovou. V roce 2006 se stala historicky první českou vítězkou Světového poháru. Dne 22. srpna 2008 absolvovala závod na olympijských hrách v Pekingu, kde obsadila 16. místo. V roce 2014 obsadila 2 místo ve Světovém poháru v Kecskemétu v mix štafetě spolu s Ondřejem Polívkou.